# 特里齐德拉-杜瓦利
特里齐德拉-杜瓦利是巴西马拉尼昂州的一个市镇。总面积223.306平方公里，总人口14284人，人口密度64人/平方公里。